# Never Mind the Bombings, Here's Your Six Figures
Never Mind the Bombings, Here's Your Six Figures es un EP del supergrupo de hardcore punk estadounidense United Nations. Fue lanzado el 23 de junio de 2010 a través de Deathwish Inc. en formato de vinilo de 7" y en descarga digital. La canción «Pity Animal» se había lanzado previamente en abril de 2010 a través de MMX, un álbum de muestras gratis de Deathwish.

## Historia
Antes de que su álbum debut de 2008 United Nations fuese lanzado, Never Mind the Bombings, Here's Your Six Figures se anunció originalmente como el segundo álbum del grupo United Nations. Se esperaba que el EP enfrentara problemas de derechos de autor por compartir un nombre y una portada similares al álbum de estudio de los Sex Pistols de 1977, Never Mind the Bollocks, Here's the Sex Pistols. La portada del EP fue creado por el artista australiano, Ben Frost y diseñado por el vocalista de Converge, Jacob Bannon.

## Lista de canciones
| N.º   | Título                                             | Duración |  |
| 1.    | «Pity Animal»                                      | 3:33     |  |
| 2.    | «O You Bright & Risen Angels»                      | 2:17     |  |
| 3.    | «Communication Letdown»                            | 2:18     |  |
| 4.    | «Never Mind the Bombings, Here's Your Six Figures» | 3:31     |  |
| 11:39 |                                                    |          |  |

## Personal
Continuando con la ambigüedad de los contribuyentes de United Nations, las notas de línea de Never Mind the Bombings, Here's Your Six Figures no proporcionan créditos de escritura ni de producción.